# Vollenhovia

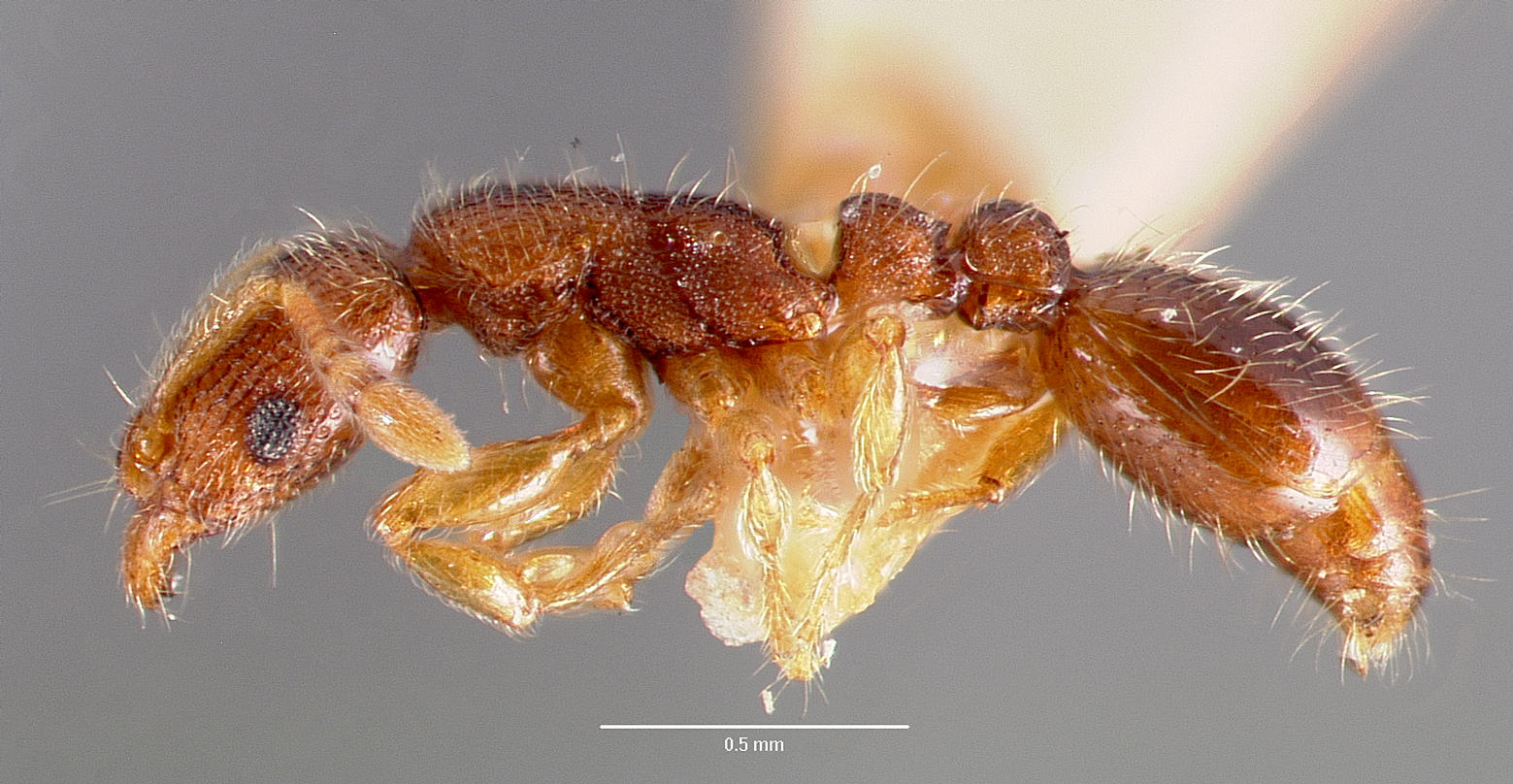
Vollenhovia emeryi

Vollenhovia (лат.) — род муравьёв трибы Crematogastrini (ранее в Stenammini) из подсемейства Myrmicinae (Formicidae). Около 70 видов.

## Распространение
Азия, Австралия и Океания.

## Описание
Мелкие муравьи рыжевато-бурого или чёрного цвета (длина 3—5 мм), внешне похожи на Myrmica и Leptothorax. Рабочие мономорфные. 11—12 члениковые (булава 3-члениковая). Формула щупиков: 2,2 или 2,1. Жвалы с 5—8 зубчиками. Формула шпор голеней ног: 0, 0. Голова субпрямоугольная, без усиковых бороздок или валиков. Глаза развиты, расположены в среднебоковой части головы. Стебелёк между грудкой и брюшком состоит из двух члеников: петиолюса (очень короткого и почти без передней стебельковой части) и постпетиолюса (последний чётко отделен от брюшка), жало развито, куколки голые (без кокона). Грудь длинная и низкая, метанотальный шов слабый. Заднегрудка без проподеальных шипиков или они мелкие. Голова и грудь сетчато-морщинистые, брюшко гладкое. Петиоль в задневерхней части с резким краем или угловатым выступом-ободом.
Лесные муравьи, обитают в древесине, в ветвях, пнях, под корой.
Виды рода обычно гнездятся в гниющих ветвях, бревнах и под корой деревьев.
Известны социальные паразиты, у которых отсутствует каста рабочих (Vollenhovia nipponica Kinomura & Yamauchi, 1992) и ископаемые виды: Vollenhovia kipyatkovi Radchenko & Dlussky, 2013 (Ровенский янтарь), Vollenhovia beyrichi (Mayr, 1868) и Vollenhovia prisca (André, 1895) (Балтийский янтарь; оба вида первоначально описаны в составе рода Macromischa).

## Классификация
Род включает около 70 видов (3 ископаемых). С 2015 года род относится к трибе Crematogastrini. Ранее разные авторы включали род в разные трибы: в Pheidolidae (Emery, 1877), Myrmicini (Emery 1895), Stenammini (Ashmead, 1905; Bolton, 2003), Myrmecinini (Emery, 1912), Solenopsidini (Emery, 1914) и Metaponini (Hölldobler & Wilson, 1990).

### Синонимы
- Aratromyrmex Stitz, 1938
- Dorothea Donisthorpe, 1948
- Dyomorium Donisthorpe, 1947
- Heteromyrmex Wheeler, 1920
- Propodomyrma Wheeler, W.M., 1910
- Vollenhovenia Dalla Torre, 1893

### Виды
- Vollenhovia acanthina Karavaiev, 1935
- Vollenhovia ambitiosa Menozzi, 1925
- Vollenhovia banksi Forel, 1910
- Vollenhovia bengakalisi Menozzi, 1933
- †Vollenhovia beyrichi (Mayr, 1868)
- Vollenhovia brachycera Emery, 1914
- Vollenhovia brevicornis Emery, 1893
- Vollenhovia brunnea Donisthorpe, 1947
- Vollenhovia butteli Forel, 1913
- Vollenhovia cristata Stitz, 1938
- Vollenhovia dentata Mann, 1919
- Vollenhovia denticulata Emery, 1914
- Vollenhovia duodecimalis  Donisthorpe, 1948
- Vollenhovia elysii  Mann, 1919
- Vollenhovia emeryi  Wheeler, 1906
- Vollenhovia escherichi  Forel, 1911
- Vollenhovia foveaceps  Mann, 1919
- Vollenhovia fridae  Forel, 1913
- Vollenhovia hewitti  Wheeler, 1919
- Vollenhovia irenea  (Donisthorpe, 1947)
- Vollenhovia karimalaensis Dhadwal et al., 2023[3]
- Vollenhovia keralensis Kripakaran & Sadasivan, 2022[7]
- †Vollenhovia kipyatkovi Radchenko & Dlussky, 2013[5]
- Vollenhovia loboii Mann, 1919
- Vollenhovia longicephala  (Terayama & Yamane, 1991)
- Vollenhovia longiceps  Emery, 1893
- Vollenhovia luctuosa  (Stitz, 1938)
- Vollenhovia mawrapensis Dhadwal et al., 2023[3]
- Vollenhovia modiglianii  Emery, 1900
- Vollenhovia moesta  (Smith, 1863)
- Vollenhovia nipponica Kinomura & Yamauchi, 1992[4]
- Vollenhovia nitida  (Smith, 1860)
- Vollenhovia novobritainae  (Donisthorpe, 1948)
- Vollenhovia oblonga  (Smith, 1860)
- Vollenhovia opacinoda  Forel, 1913
- Vollenhovia overbecki  Viehmeyer, 1916
- Vollenhovia pacifica  Wilson & Taylor, 1967
- Vollenhovia papuana  Viehmeyer, 1914
- Vollenhovia penetrans  (Smith, 1857)
- Vollenhovia pertinax  (Smith, 1861)
- Vollenhovia pfeifferi Dhadwal et al., 2023[3]
- Vollenhovia piroskae  Forel, 1912
- †Vollenhovia prisca (André, 1895)
- Vollenhovia punctata  Viehmeyer, 1914
- Vollenhovia punctatostriata Mayr, 1865 typus
- Vollenhovia pyrrhoria  Wu & Xiao, 1989
- Vollenhovia rufipes  Donisthorpe, 1949
- Vollenhovia rufiventris  Forel, 1901
- Vollenhovia samoensis Mayr, 1876
- Vollenhovia satoi Santschi, 1937
- Vollenhovia simoides Emery, 1897
- Vollenhovia soleaferrea  Donisthorpe, 1942
- Vollenhovia subtilis  Emery, 1887
- Vollenhovia taylori Dhadwal et al., 2023[3]
- Vollenhovia terrayamai Dhadwal et al., 2023[3]
- Vollenhovia umbilicata Donisthorpe, 1941
- Vollenhovia undecimalis Donisthorpe, 1948
- Vollenhovia xingjun Terayama, 2009
- Vollenhovia yambaru Terayama, 1999